# Moreno (geslacht)
Moreno is een geslacht van spinnen uit de  familie van de Prodidomidae.

## Soorten
- Moreno chacabuco Platnick, Shadab & Sorkin, 2005
- Moreno chivato Platnick, Shadab & Sorkin, 2005
- Moreno grande Platnick, Shadab & Sorkin, 2005
- Moreno morenoi Mello-Leitão, 1940
- Moreno neuquen Platnick, Shadab & Sorkin, 2005
- Moreno ramirezi Platnick, Shadab & Sorkin, 2005